# Anaia (Mythologie)
Anaia (altgriechisch Ἀναία Anaía) ist eine Amazone der griechischen Mythologie. 
Sie wird lediglich in einem spätantiken Lexikoneintrag und in einem byzantinischen Kommentar zu Homers Ilias erwähnt. Demnach ist Anaia die eponyme Heroine der kleinasiatischen Stadt Anaia im antiken Karien, etwa acht Kilometer von der heutigen türkischen Küstenstadt Kuşadası entfernt. Da sie der Insel Samos gegenüberlag, flüchteten sich während des Peloponnesischen Krieges die aus Samos Verbannten hierhin. In der Stadt soll sich auch das Grab der Anaia befunden haben.